# Zerben
Zerben ist ein Ortsteil der Gemeinde Elbe-Parey im Landkreis Jerichower Land in Sachsen-Anhalt.

## Geografie
Zerben liegt zwischen der rund zwei Kilometer westlich vorbeifließenden Elbe und dem Elbe-Havel-Kanal. In unmittelbarer Nähe befindet sich die Schleuse Zerben. Zur Elbe hin erstreckt sich das Landschaftsgebiet Havelsche Mark, während sich westlich des Ortsteils ein zwei Quadratkilometer großes Waldgebiet ausdehnt. Das gesamte Gelände um den Ort liegt eben auf einer Höhe um 38 Meter über dem Meeresspiegel. Es gibt keinen Durchgangsverkehr im Ort, denn die Landesstraße 54 führt etwa zwei Kilometer östlich am Ort vorbei und wird nur über eine Stichstraße erreicht. Der Hauptort der Einheitsgemeinde, Parey, ist vier Kilometer entfernt, die Entfernung zur Kreisstadt Burg beträgt 19 Kilometer. Zum unmittelbaren Nachbarort Güsen mit Bahnanschluss an der Bahnstrecke Berlin–Magdeburg gibt es eine Brückenverbindung über den Kanal.

## Geschichte
Die Gemeinde Elbe-Parey wirbt damit, dass Theodor Fontanes Roman „Effi Briest“ ein Schlüsselroman sei und dass mit Effi Briest „in Wirklichkeit“ Elisabeth von Plotho gemeint sei, die am 26. Oktober 1853 in Zerben geboren wurde und deren Eltern dort begraben liegen. Demnach sei mit dem Gut Hohen-Cremmen das Schloss Zerben gemeint, wo heute regelmäßig Führungen auf den Spuren von Effi Briest durchgeführt werden. Die Plothos waren über Jahrhunderte Grundherren des Ortes.
Anhand von Bodenfunden ist belegt, dass sich in der Zerbener Gegend bereits in der Jungsteinzeit (um 3000 v. Chr.) Menschen niedergelassen hatten. Schon zur Mitte des 10. Jahrhunderts hatte die Adelsfamilie von Plotho ein Schlossgut in Zerben. Für das Jahr 946 wurde der „Edle Herr und Freiherr Carl Albrecht Felix von Plotho“ als Eigentümer genannt. Der Familie von Plotho verdankt Zerben auch seine erste urkundliche Erwähnung. 1383 belehnte der Magdeburger Erzbischof Albrecht IV. die von Plotho mit dem damals so genannten Ort „villam Czerwen“. In Verzeichnissen von 1562 und 1564 werden 20 Hauswirte, zwei Herrenhöfe sowie ein Rittergut mit Schloss im Besitz der Familie von Plotho aufgeführt. 1583 ging Zerben in den Besitz der in Ingelmunster, Belgien ansässigen flandrischen Linie von Plotho über. 1606 stiftete die Familie von Plotho eine Kirche. Die Folgen des Dreißigjährigen Krieges für Zerben sind in einem Bericht aus dem Jahre 1657 beschrieben. Das Schloss und neun der vormals 22 Häuser wurden zerstört, die Kirche und das Gutshaus hatten schwere Schäden davongetragen. Durch einen Deichbruch richtete die Elbe im Jahre 1655 noch einmal großen Schaden an.
1680 kam Zerben unter die staatliche Oberhoheit von Brandenburg-Preußen. Das Dorf wurde zunächst im Jerichower Gesamtkreis verwaltet und 1785 dem Distrikt Jerichow II unterstellt, aus dem sich nach der preußischen Verwaltungsreform von 1815 der Kreis Jerichow II mit der Kreisstadt Genthin bildete. 1743 stiftete der Gutsherr Werner Siegfried von Plotho dem Ort eine neue Kirche. Von 1746 bis 1780 war das Dorf im Besitz derer von Pfuel. Nach dem Aussterben flandrischen Linie Plotho ging Zerben 1835 in den Besitz des Räckendorfer Zweiges der Familie von Plotho, repräsentiert von Felix Waldemar von Plotho, Vater von Elisabeth von Plotho, Fontanes „Effi Briest“. Er ließ 1847 ein einfaches Fachwerkhaus zu einem neuen Schloss umbauen.
Mit der Fertigstellung des Elbe-Havel-Kanals im Jahre 1845 wandelte sich die wirtschaftliche Struktur Zerbens. Das nahegelegene Tonvorkommen wurden von einer Ziegelei und einem Tonwerk ausgebeutet. Unter Wolfgang von Plotho wurde zwischen 1874 und 1879 das Schloss aufwändig in eine dreiflüglige neubarocke Anlage umgebaut. Von 1901 bis 1904 war der in Zerben ansässige Freiherr Wolfgang von Plotho, verheiratet mit der Generalstochter Bernhardine von Bredow-Briesen, Landrat des Kreises Jerichow II. Zu dieser Zeit hatte Zerben 371 Einwohner. 1924 erhielt Zerben an der Bahnstrecke Güsen–Jerichow einen eigenen Bahnhof, der allerdings mehr als einen Kilometer außerhalb des Ortes angelegt worden war. Zu Beginn des Zweiten Weltkriegs war die Einwohnerzahl auf 423 angestiegen.
Am 30. September 1928 wurde der Gutsbezirk Zerben mit der Landgemeinde Zerben vereinigt. An den privaten und kommunalen Besitzverhältnissen änderte dies nichts, die Gutsbezirk waren lediglich keine eigenständigen juristischen Ortschaften mehr.
Nach Kriegsende wurde das Rittergut auf Veranlassung der sowjetischen Besatzungsmacht enteignet und der Grundbesitz an Kleinbauern aufgeteilt. Das Schloss wurde in das sogenannte Volkseigentum überführt, und 1948 wurden Teile des Schlosses abgerissen.
Am 20. Juli 1950 wurde die bis dahin eigenständige Gemeinde Zerben nach Güsen eingemeindet.
Am 1. Januar 1957 wurde der Ortsteil Zerben wieder aus der Gemeinde Güsen ausgegliedert und entstand als politisch selbstständige Gemeinde neu. In der DDR unterstand Zerben verwaltungstechnisch dem Kreis Genthin. Im Jahre 1964 hatten 460 Menschen ihren Wohnsitz in Zerben.
Nach der politischen Wende von 1989 profitierte Zerben vor allem von öffentlichen Förderprogrammen, mit denen die Infrastruktur des Ortes verbessert wurde. Dies kam auch dem Zerbener Schloss zugute, das nach dem 1996 erfolgten Erwerb durch die Kommune ab 1999 etappenweise originalgetreu wieder aufgebaut wurde. Die Bahnstrecke Güsen–Jerichow wurde 1999 stillgelegt. Am 1. September 2001 wurde Zerben in die Gemeinde Elbe-Parey eingemeindet.

## Politik

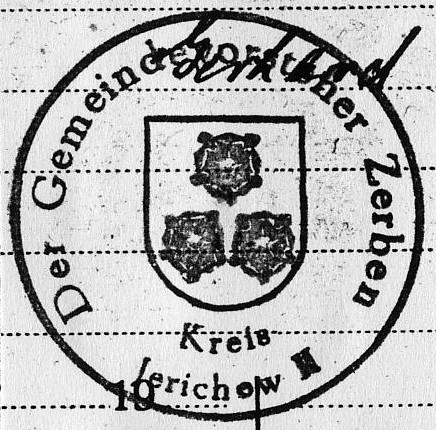
Altes Siegel der Gemeinde Zerben

Die Interessen des Ortsteils Zerben in der Gemeinde Elbe-Parey werden durch den dreiköpfigen Ortschaftsrat vertreten.
Ortsbürgermeister ist Dietmar Kohrt (Einzelbewerber).

### Wappen
Das Wappen wurde am 6. Oktober 2000 durch das Regierungspräsidium Magdeburg genehmigt.
Blasonierung: „In Gold ein gestürztes, sechsgliedriges, gestieltes, schwarz strukturiertes grünes Kastanienblatt unter einer blauen Wellenleiste.“
Die Farben der Gemeinde sind Grün – Gold (Gelb).

### Historisches Wappenbild
Die ehemalige Gemeinde Zerben führte in ihrem Gemeindesiegel schon einmal ein wappenähnliches Siegelbild. Dieses wurde im Zeitraum nach dem Zweiten Weltkrieg bis ca. der Einführung der Bezirke und Kreise in der DDR (1945–1952) benutzt.
Eine weitere Quelle ist das Kreisheimatmuseum in Genthin.

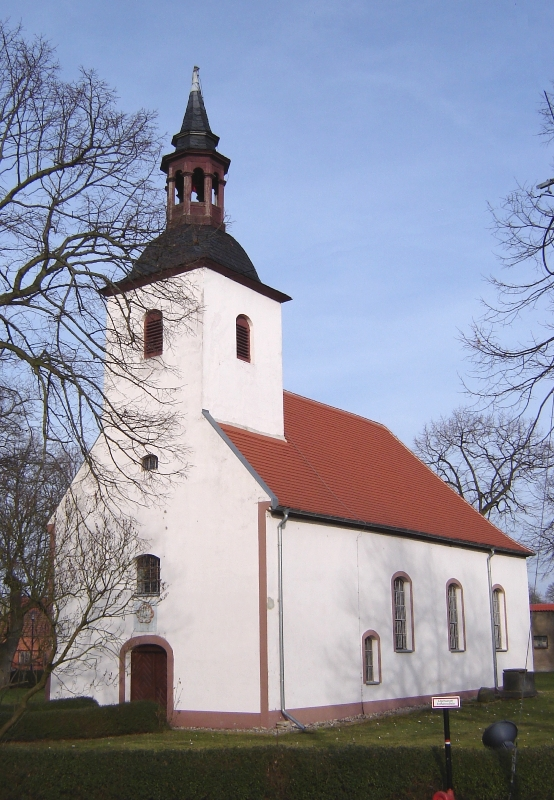
Kirche von Zerben

## Kultur und Sehenswürdigkeiten
- Im Jahr 1743 stiftete Werner Siegfried von Plotho den Neubau der Dorfkirche Zerben an der Stelle des Vorgängerbaus.
- Das Schloss Zerben entstand 1847 durch den Umbau eines einfachen Fachwerkbaus zur Schlossanlage. Zwischen 1874 und 1879 ließ Wolfgang von Plotho die Anlage aufwendig erweitern. Nach Teilabrissen 1948 bemüht man sich seit 1999 darum, das Anwesen wiederherzustellen.[8]
- Der Friedhof des Ortes ist Ruhestätte der Familie von Plotho, den Eltern der Baronin Elisabeth von Ardenne.

## Persönlichkeiten
- Elisabeth von Plotho (1853–1952), Adelige, Vorbild der Romanfigur Effi Briest
- Wolfgang von Plotho (1849–1926), preußischer Landrat des Landkreises Jerichow II
- Wolfgang von Plotho (1879–1946), Generalleutnant der Wehrmacht